# Maria do Carmo Xavier Braga
Maria do Carmo Xavier de Oliveira de Barros Leite Braga (Porto, 14 de novembro de 1841 — Lisboa, 14 de setembro de 1911), referida como Maria do Carmo Xavier Braga, foi a esposa do 2.º Presidente da República Portuguesa Teófilo Braga.

## Biografia
Maria do Carmo Xavier de Oliveira de Barros Leite nasceu na Rua da Picaria, freguesia de Santo Ildefonso, na cidade do Porto, a 14 de novembro de 1841, no seio de uma família nobre. Era filha de António Pedro Xavier de Oliveira do Couto Barros Leite e Alvim (tendo o último apelido sido erroneamente registado pelo escrivão do acervo, devendo originalmente ser Alão), Bacharel em Direito pela Universidade de Coimbra e Senhor da Casa do Paço, natural de São João Baptista de Airão, em Guimarães, e de sua esposa, Ana Amália Martins da Cruz Xavier de Castro e Sousa de Távora, natural do Porto. Era irmã de Eduardo Xavier de Oliveira Barros Leite, médico, e António Pedro Xavier de Oliveira de Barros Leite, juiz de direito na comarca de Melgaço e posteriormente de Castelo Branco. Era também prima em primeiro grau, pelo lado paterno, do reconhecido psiquiatra português Júlio de Matos.

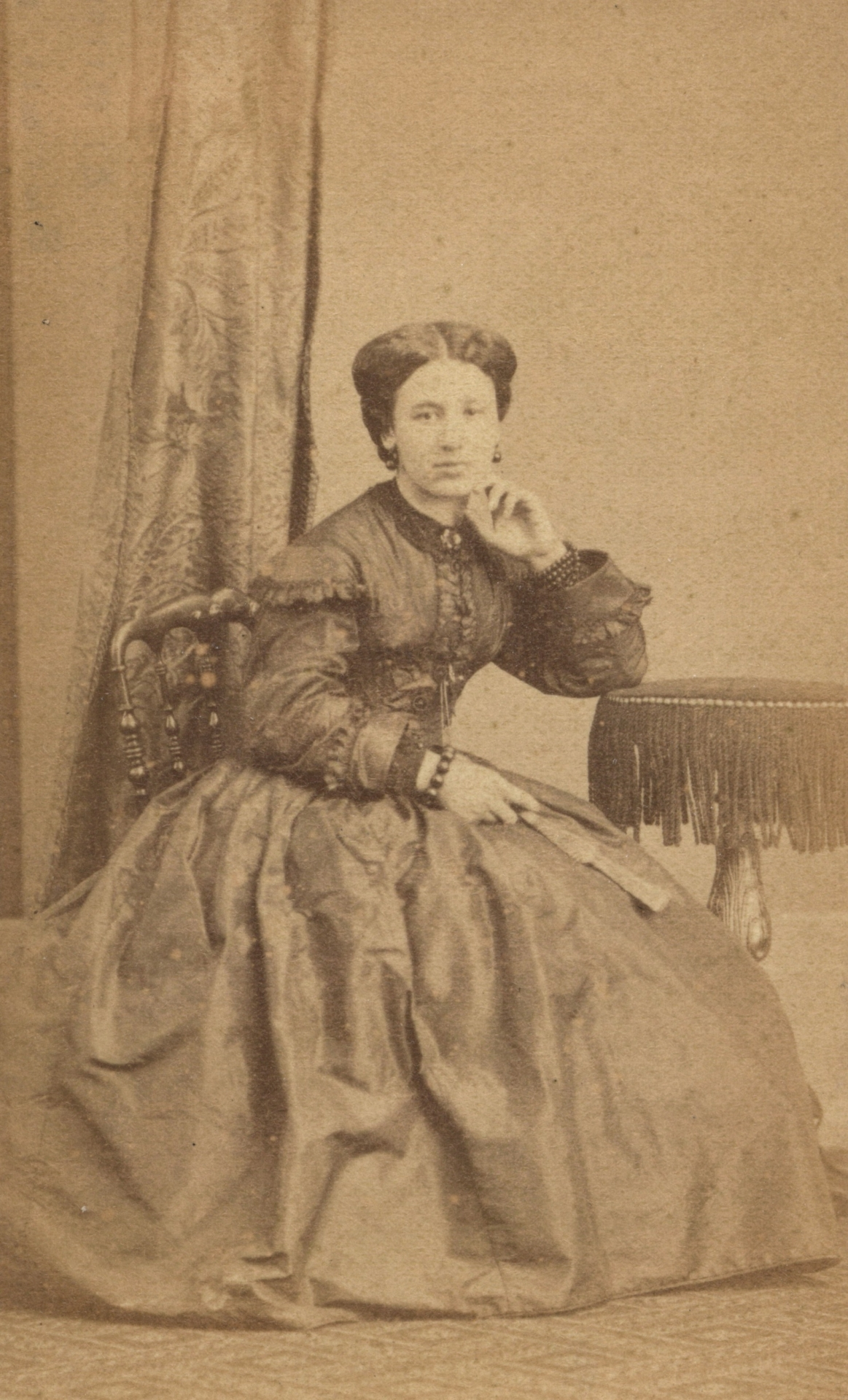
Retrato de Maria do Carmo Xavier Braga durante a sua juventude

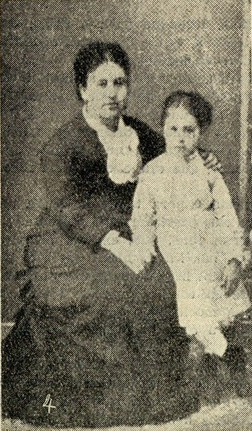
Maria do Carmo Xavier Braga com a sua filha Maria da Graça Braga

Apesar de durante a sua juventude ter sido pretendida pelo poeta Antero de Quental, fiel amigo do seu irmão Eduardo, a 20 de abril de 1868 contraiu matrimónio, na Igreja de São Martinho de Cedofeita, no Porto, com o republicano açoriano Teófilo Braga, natural de Ponta Delgada, à época com 25 anos, doutorando em direito na Universidade de Coimbra e já conceituado poeta, que, perdido de amores, escreveu-lhe mais de uma centena de cartas enquanto a cortejava.
Anos mais tarde, passando a dividir o seu tempo entre Lisboa, onde o seu marido passou a exerceu como professor de literatura no Curso Superior de Letras, e a Quinta do Paço em Airão São João, Guimarães, a qual havia herdado de seus pais e era o seu principal e predileto refúgio campestre, Maria do Carmo Xavier Braga manteve-se quase sempre afastada da vida académica e política do marido, com quem partilhou a dor da morte precoce dos seus três filhos, o primogénito quase à nascença e os restantes vítimas de tuberculose: Joaquim (1869), Maria da Graça (1871-1887) e Teófilo (1874-1886).
Faleceu 4 anos antes da tomada de posse do marido como Presidente da República, que ocorreu a 29 de maio de 1915, não chegando a ocupar o título de Primeira-dama de Portugal. Vítima de caquexia, faleceu em sua casa, situada no primeiro andar do número 70 da Travessa de Santa Gertrudes, na freguesia de Santa Isabel, em Lisboa, a 14 de setembro de 1911, com 69 anos de idade.
Sendo Teófilo Braga o chefe do Governo Provisório da República, o funeral de Maria do Carmo Xavier Braga foi realizado com bastante cerimónia e honras tendo o seu caixão sido levado e conduzido por marinheiros desde a sua morada até ao cemitério. A homenagem contou ainda com a presença de várias personalidades do período da Primeira República Portuguesa, como Bernardino Machado ou Anselmo José Braamcamp, tendo a cerimónia sido relatada em vários periódicos da época e fotografada pelo reputado fotógrafo Joshua Benoliel. Encontra-se sepultada em jazigo de família, no Cemitério dos Prazeres, em Lisboa.